# Нацина Вес
Нацина Вес (слч. Nacina Ves) насељено је мјесто са административним статусом сеоске општине (слч. obec) у округу Михаловце, у Кошичком крају, Словачка Република.

## Становништво
| Година:    | 1994. | 2004.   | 2014.   | 2024.   |
| ---------- | ----- | ------- | ------- | ------- |
| Број људи: | 1649  | 1736    | 1776    | 1841    |
| Разлика:   |       | +5,27 % | +2,30 % | +3,65 % |

| Година:    | 2023. | 2024.   |
| ---------- | ----- | ------- |
| Број људи: | 1834  | 1841    |
| Разлика:   |       | +0,38 % |

Према подацима о броју становника из 2011. године насеље је имало 1.747 становника.